# Représentations diplomatiques en Libye
Voici une liste des représentations diplomatiques en Libye. En raison de la guerre civile libyenne, plusieurs pays ont fermé leurs ambassades à Tripoli.

## Ambassades à Tripoli

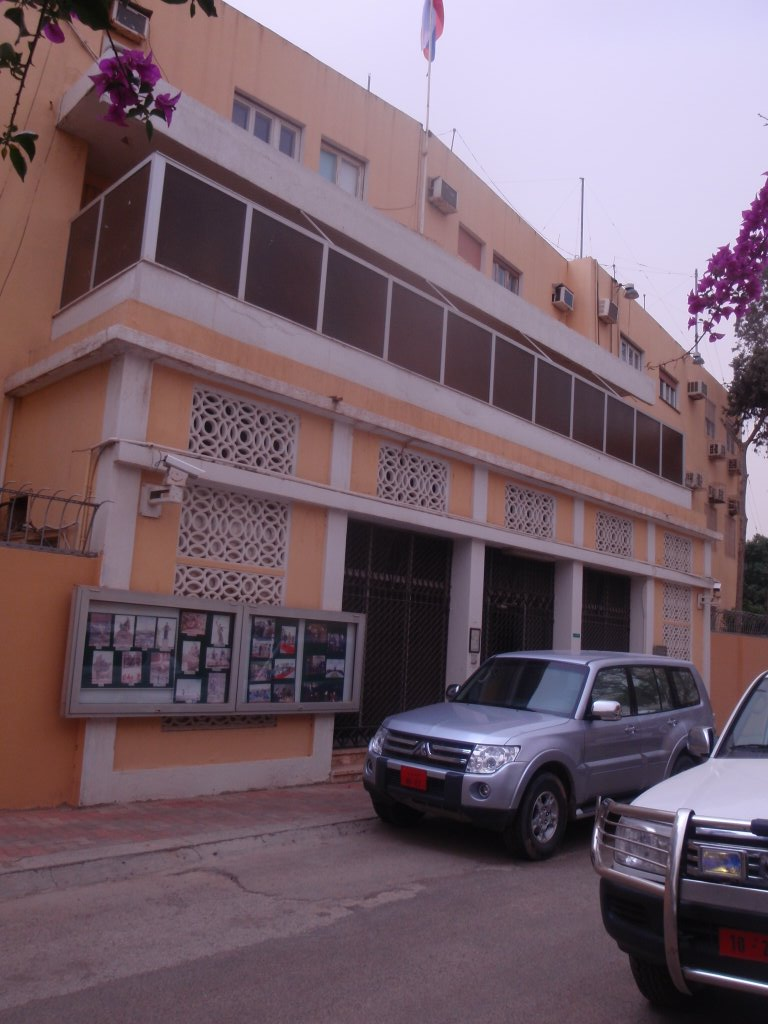
Ambassade de Russie à Tripoli

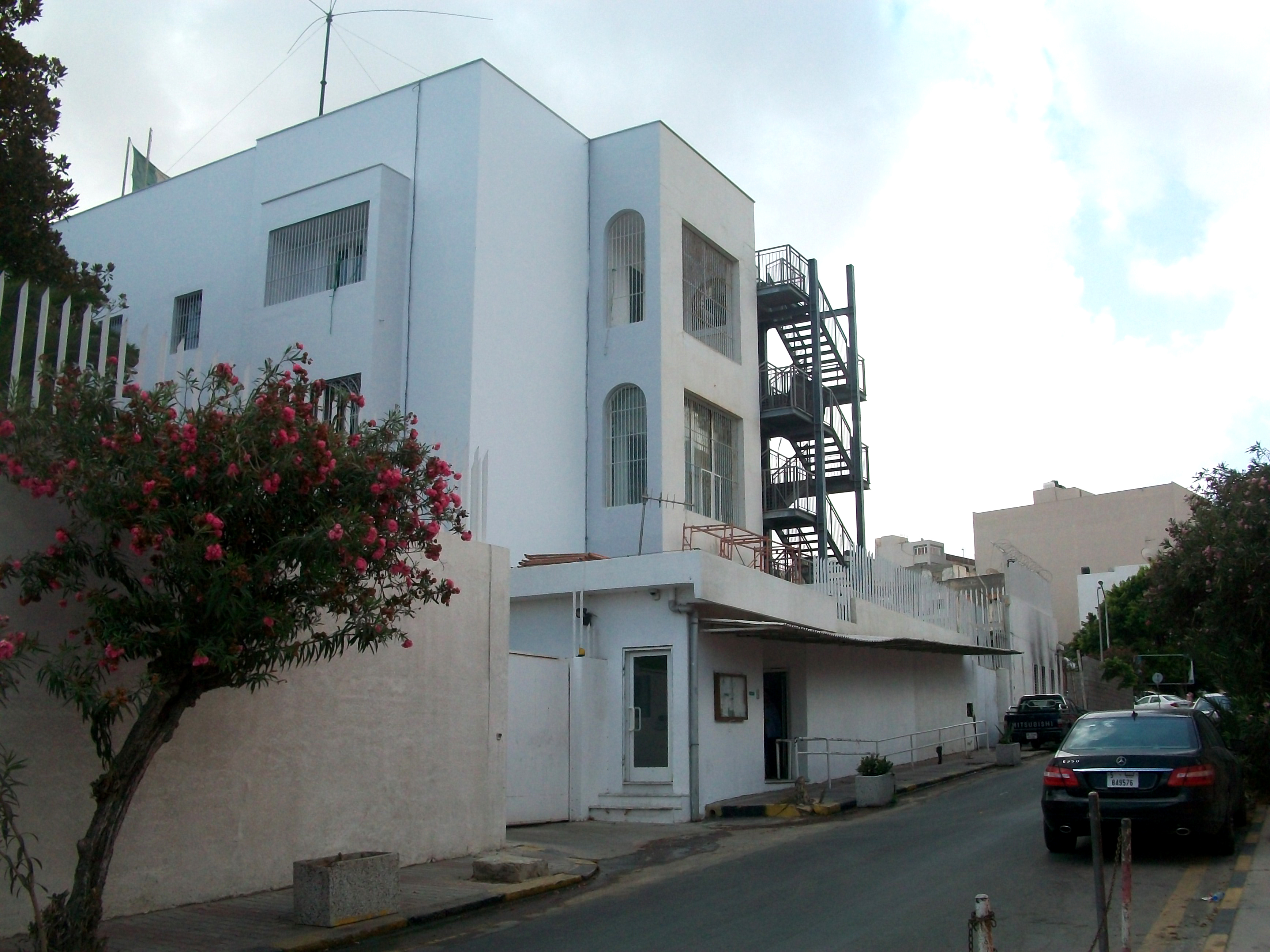
Consulat général d'Italie à Tripoli

| - Algérie - Arabie saoudite - Autriche - Bangladesh - Bénin - Bosnie-Herzégovine - Bulgarie - Burkina Faso - Chine - Comores - Corée du Sud - Côte d'Ivoire - Égypte - Émirats arabes unis - Érythrée - Espagne - Ghana | - Guinée - Hongrie - Inde - Indonésie - Irak - Iran - Italie - Jordanie - Koweït - Liban - Liberia - Lesotho - Malaisie - Mali - Malte - Maroc - Mauritanie | - Niger - Nigeria - Ouganda - Pakistan - Palestine - Philippines - Portugal - Qatar - République du Congo - Roumanie - Russie - Sénégal - Serbie - Sierra Leone - Somalie - Soudan - Sri Lanka | - Syrie - Tchad - Thaïlande - Togo - Tunisie - Turquie - Ukraine - Viêt Nam - Yémen - Zimbabwe |

### Autre mission à Tripoli
- République arabe sahraouie démocratique (Délégation générale)

## Consulats généraux et bureaux de liaison

### Missions àBenghazi

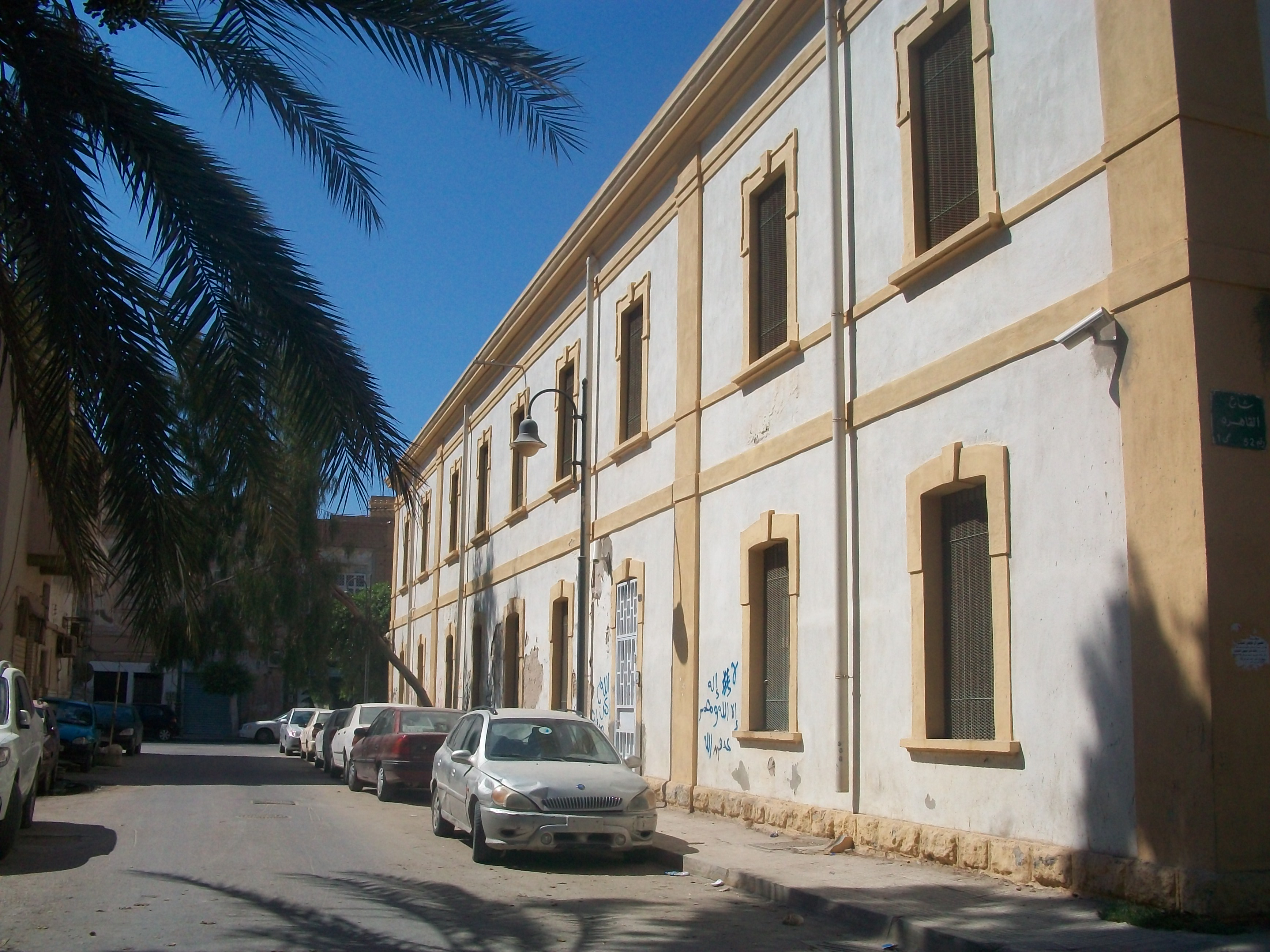
Consulat général d'Italie à Benghazi

- Bulgarie (Consulat général)
- Égypte (Consulat général)
- Italie (Consulat général)
- Malte (Bureau de liaison)
- Maroc (Consulat général)
- Qatar (Consulat général)
- Syrie (Consulat général)
- Tunisie (Consulat général)
- Turquie (Consulat général)
- Union européenne (Bureau de liaison)

### Mission àKoufra
- Soudan

### Mission àMisrata
- Turkey (Consulat général)

### Missions inSebha
- Algérie (Consulat général)

## Ambassades non résidentes
- Arménie (Le Caire)[1]
- Australie (Le Caire)[2]
- Belgique (Tunis)[3]
- Botswana (Addis-Abeba)[4]
- Canada (Tunis)[5]
- Colombie (Le Caire)[6]
- Corée du Nord (Le Caire)
- Danemark (Le Caire)[7]
- Finlande (Tunis)[8]
- Irlande (Rome)[9]
- Kazakhstan (Le Caire)
- Lituanie (Rome)[10]
- Maldives (Riyad)
- Mexique (Alger)[11]
- Norvège (Alger)[12]
- Pérou (Alger)[13]
- Singapour (Le Caire)[14]
- Suède (Stockholm)[15]
- Tanzanie (Le Caire)[16]
- Uruguay (Le Caire)[17]